# Bière de mil
Bière de mil ou Dolo est une bière traditionnelle brassée essentiellement par les populations de l'Afrique sub-sahélienne. Elle y reçoit nombre d'appellations, dont on trouvera quelques exemples ici. Il existe toutefois d'autres variétés de bières de ce type en Asie.

## Dolo
Pour les articles homonymes, voir Dolo.
Le dolo est une bière ancestrale obtenue par la fermentation de sorgho rouge ou du mil germé et cuit dans de l'eau, très répandue en Afrique soudanienne (Burkina Faso, Mali, Togo).
La préparation du Dolo est considérée comme un processus de cuisson qui passe par deux étapes : le maltage et le brassage.

### Fabrication
Le sorgho rouge est mis en germination. Dès que les grains se fendent et laissent apparaître un germe, on les étale au soleil, pour que la chaleur fasse cesser cette germination.
Ensuite, on incorpore les grains dans de l'eau. On fait cuire ce mélange plusieurs fois et sur des feux de puissance variable. Puis on le filtre de manière à ne récupérer que le liquide, le grain étant donné aux cochons. Le liquide est cuit bouilli puis refroidi. Lorsqu'il a suffisamment refroidi, on l'ensemence avec une levure sèche pour la fermentation.
La fabrication, à partir de l'incorporation dans l'eau et jusqu'à la mise en fermentation, se fait dans la journée. La levure est ajoutée dans la soirée, et le dolo est prêt le lendemain.
Il existe plusieurs sortes de dolo, selon les temps de cuisson et la proportion grain/eau.
On notera les similitudes entre la fabrication du dolo et celle de la bière. Le dolo est en effet très proche des bières antiques.

### Consommation

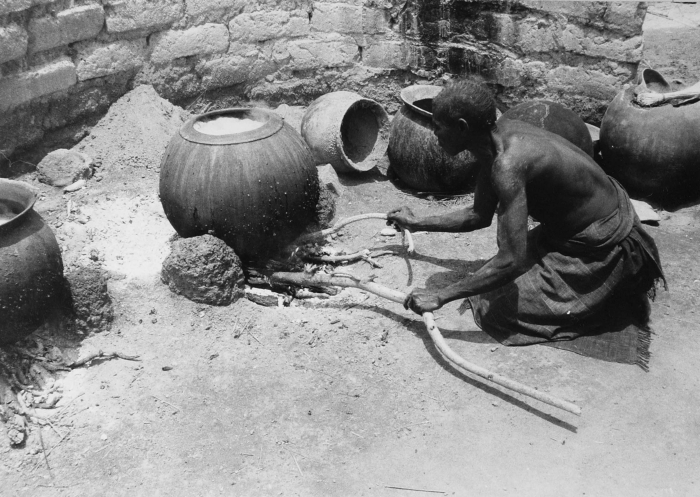
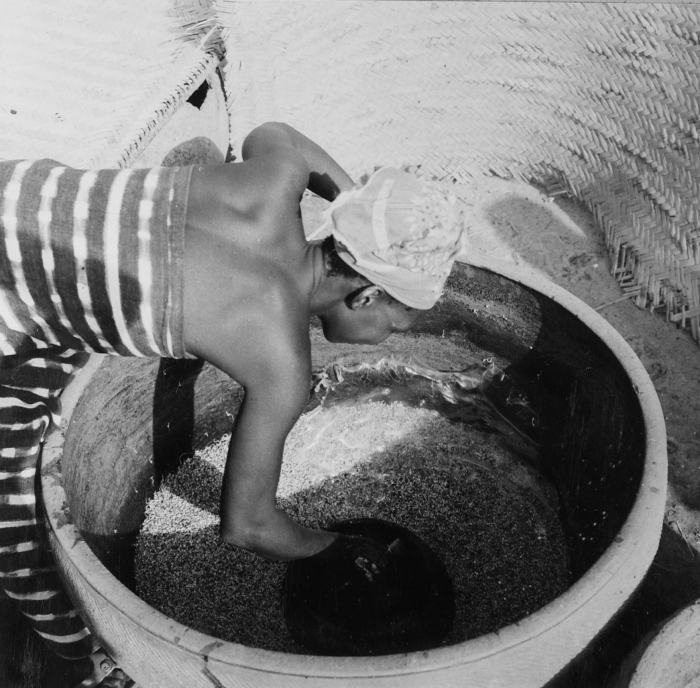
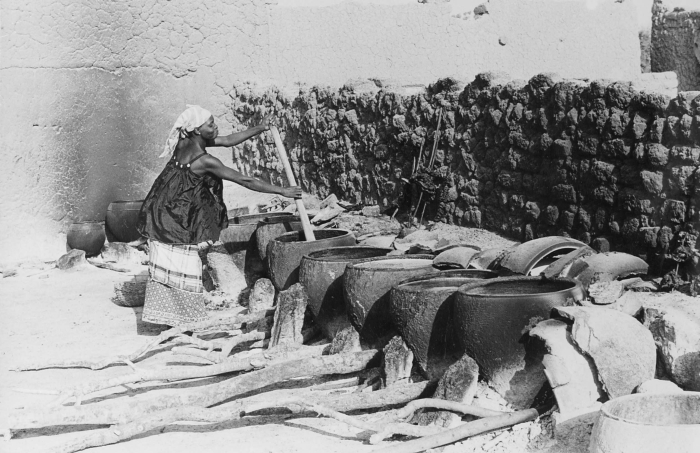
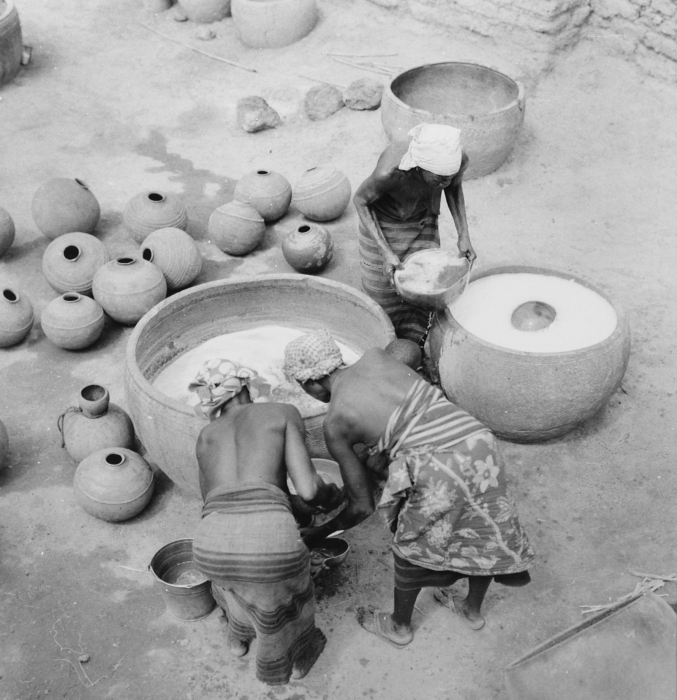
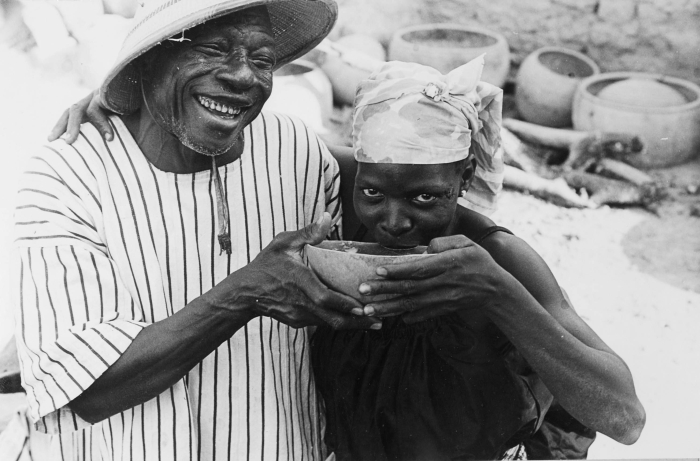

Le dolo est bu dans des « cabarets » qu'on trouve dans les marchés. Il est servi dans des calebasses par celle qui le fabrique, qu'on appelle la « dolotière », ce métier étant exclusivement féminin.
Le dolo doit être bu dans la journée parce que la fermentation continue. Le lendemain, en général, il devient trop fort.
Il y a plusieurs usages autour de la consommation du dolo dans les cabarets, notamment celui de boire une petite gorgée dans une calebasse avant de la faire passer à un camarade pour prouver que le dolo n'est pas maudit, ou encore celui de verser quelques gouttes de liquide sur le sol avant d'en boire, « pour les ancêtres ».

### Raam Noodo / Rã Nõodo
À côté du dolo fermenté, au Burkina Faso, il existe une variante non fermentée appelée Raam Noodo ou Rã Nõodo en mooré, un terme signifiant « moût de malt de sorgho » pour designer le dolo doux. Préparée à base de sorgho rouge, cette boisson sucrée est non alcoolisée et considérée naturelle, sans ajout de conservateurs. Elle est traditionnellement consommée en tant que rafraîchissement et reconnue pour ses qualités nutritives,.

## Tchapalo
Le tchapalo (ou tchakpalo) est une bière traditionnelle autochtone fabriquée en Afrique de l'Ouest (Bénin, Mali, Côte d'Ivoire, Burkina Faso), à partir de céréales. Le tchapalo est produit dans le nord de la Côte d'Ivoire et le sud du Burkina Faso. Il est consommé par les Sénoufo,Tagbana, les Lobi, les Koulango. En Côte d'Ivoire, une variante du tchapalo est fabriquée avec du maïs et est bue sucrée.
On le conserve dans des canaris et on le boit dans des calebasses. Des essais de production agroalimentaire modernisée menés à Abidjan ont abouti mais sa consommation reste très minoritaire par rapport aux Bangui et Koutoukou. En 2007, le litre de tchapalo coûtait 0,38 euro (250 francs CFA) en Côte d'Ivoire.
Tchapalo est un mot d'origine sénoufo qui désigne la bière de mil ou dolo en bambara. Son évolution actuelle a pour conséquence l'extension sémantique du terme dolo qui désigne maintenant toute boisson alcoolisée alors que tchapolo ne désigne que la bière de mil.
Dans le langage des jeunes, on entend maintenant "le Tchap" qui serait le diminutif. Boisson toujours présente dans les cérémonies traditionnelles, le tchapalo côtoie sans complexe la bière des brasseries modernes, le vin et autres liqueurs. Une pratique en plein essor dans les tchapalo-dromes consiste à renforcer son tchapalo avec de la liqueur.

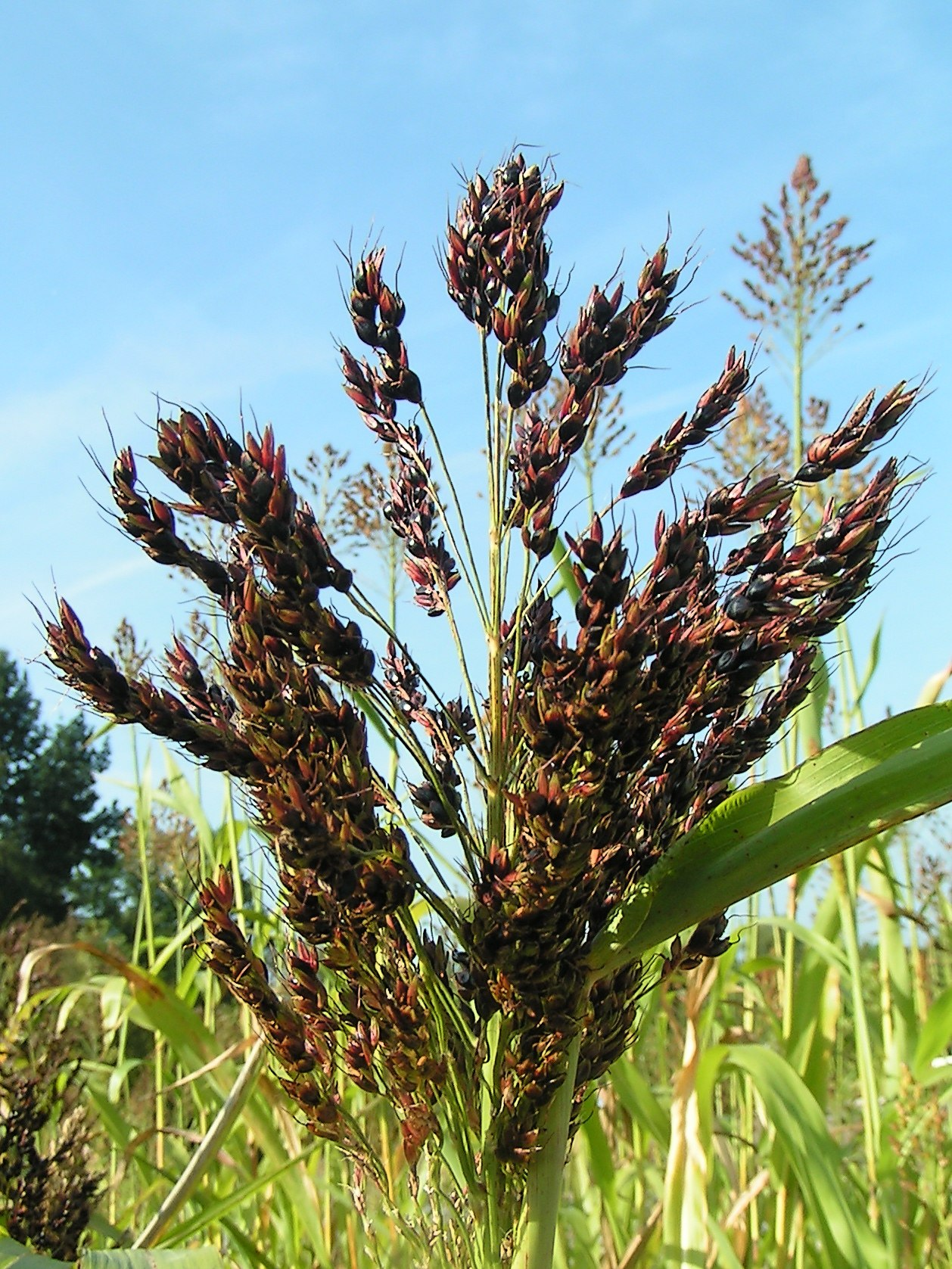
Le sorgho est utilisé pour la fabrication du tchapalo
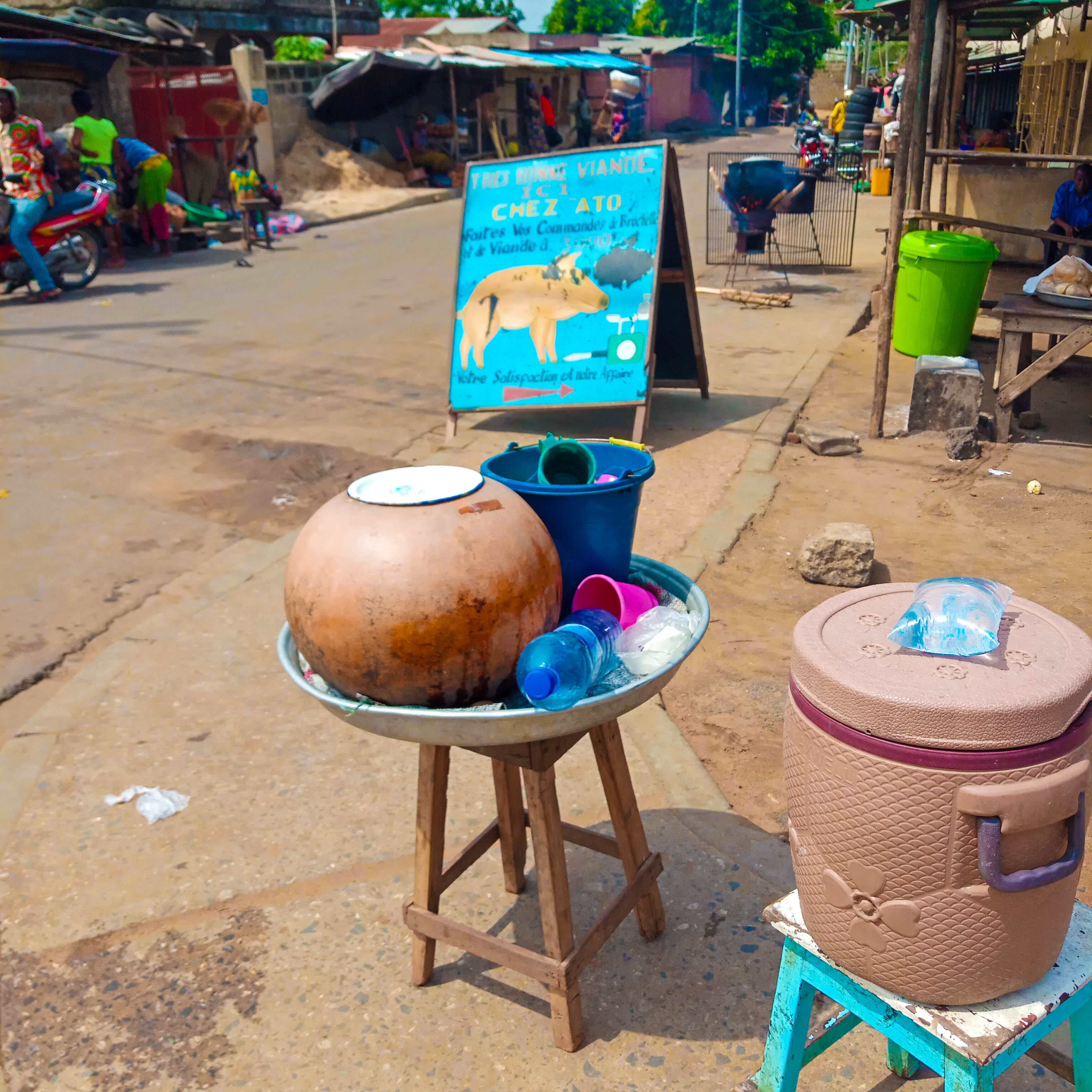
Vente de tchakpalo au Bénin
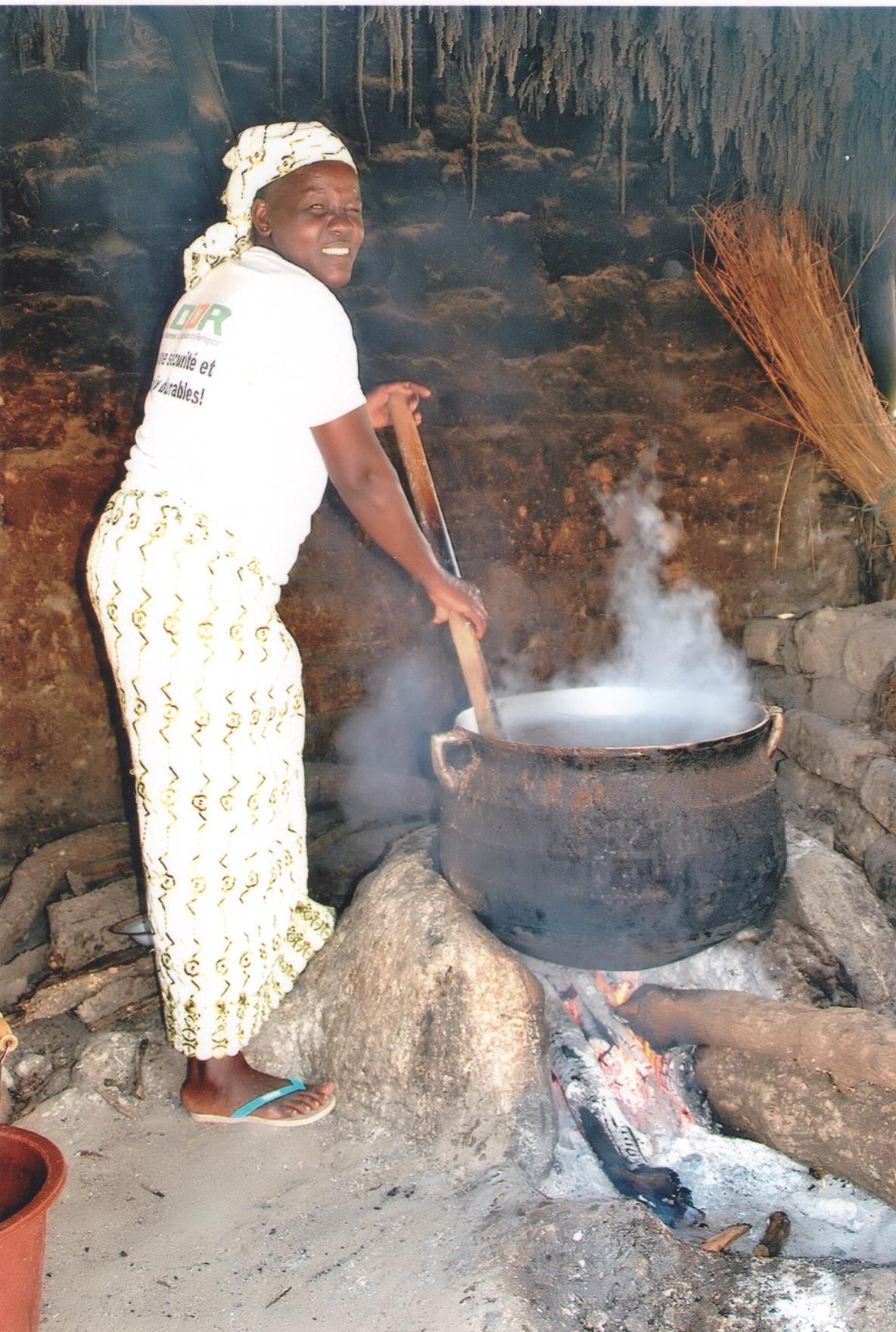
Une femme en plein preparation du tcchapalo

### Fabrication
Le tchapalo contient 89 à 95 % d'eau, 5 à 11 % de matière sèche, 0,27 à 0,47 % de cendres, 4,3 à 5,8 % d'alcool, 0,39 à 0,71 % de protéines et 0,04 à 0,10 % de sucres totaux (sucres réducteurs : 0,02 à 0,06 %). Sa densité, par rapport à l'eau, est comprise entre 1,00 et 1,02. Son pH est acide (2,8 à 3,2).
Le tchapalo s'obtient par fermentation de mil rouge et de maïs.
Traditionnellement, sa préparation est l'apanage des femmes âgées de plus de quarante ans, les dolotières, qui ont reçu la recette de fabrication lors de leur initiation dans la société secrète Sandogo. Durant la période précoloniale, ces femmes (les sumbartchos) commercialisent la boisson à tour de rôle, ceci dans le but d'éviter une compétition économique.
La préparation nécessite plusieurs jours. La céréale est d'abord mise à tremper dans l'eau. On la laisse ensuite germer, en l'étalant, à l'air, sur une toile plastique ou un lit de paille. Elle est humidifiée deux fois par jour. En Côte d'Ivoire, la germination s'effectue en intérieur ; le grain est alors recouvert de feuilles (manioc, papayer, teck, taro, bananier), de façon à conserver l'humidité. Le processus de germination dure trois jours. On laisse ensuite sécher trois jours supplémentaires au soleil. La céréale est ensuite moulue, placée dans un canari (récipient de cuisson) de 15 à 20 litres et additionnée d'eau. La boisson est mise à bouillir sur un feu de bois durant  six à huit heures, sur un foyer traditionnel à trois pierres. On laisse ensuite reposer la décoction, ce qui permet au moût de se déposer au fond du récipient. Le liquide recueilli est appelé tossé par les Lobi. On ajoute alors de la levure de bière (rabilé) et on laisse fermenter durant une nuit dans un canari fermé par une calebasse.
Le moût est recueilli et égoutté dans un cône spécial. On rajoute de l'eau pour fabriquer le tchapalo non fermenté. après cette deuxième étape, le moût est séché et utilisé comme aliment pour le bétail.
La boisson est parfois épicée avec du piment (Capsicum sp.) ou des racines.
Le degré alcoolique, compris entre 4,3° et 5,8°, varie selon les régions et dépend du temps de cuisson. Servi tôt le matin, le tchapalo est peu alcoolisé, mais, au fur et à mesure de la journée, la fermentation se poursuit et le degré alcoolique augmente.

#### Tchapalo au Burkina Faso
Le Tchapalo au Burkina Faso est une bière ancestrale qui se fabrique avec du sorgho rouge, sorgho blanc, du mil et souvent du mais. Généralement elle est faite à base de sorgho rouge par les femmes qui se transmettent cet art de mère en fille. On note cependant dans le paysage burkinabè plusieurs type de dolo nommé en fonction des ethnies (mossis, dagara, gourmantché, samo).Cette différente variante du tchapalo  basée sur l'ethnie  implique une différence de gout, de texture , de teneur en alcool, mais aussi dans la méthode de préparation.

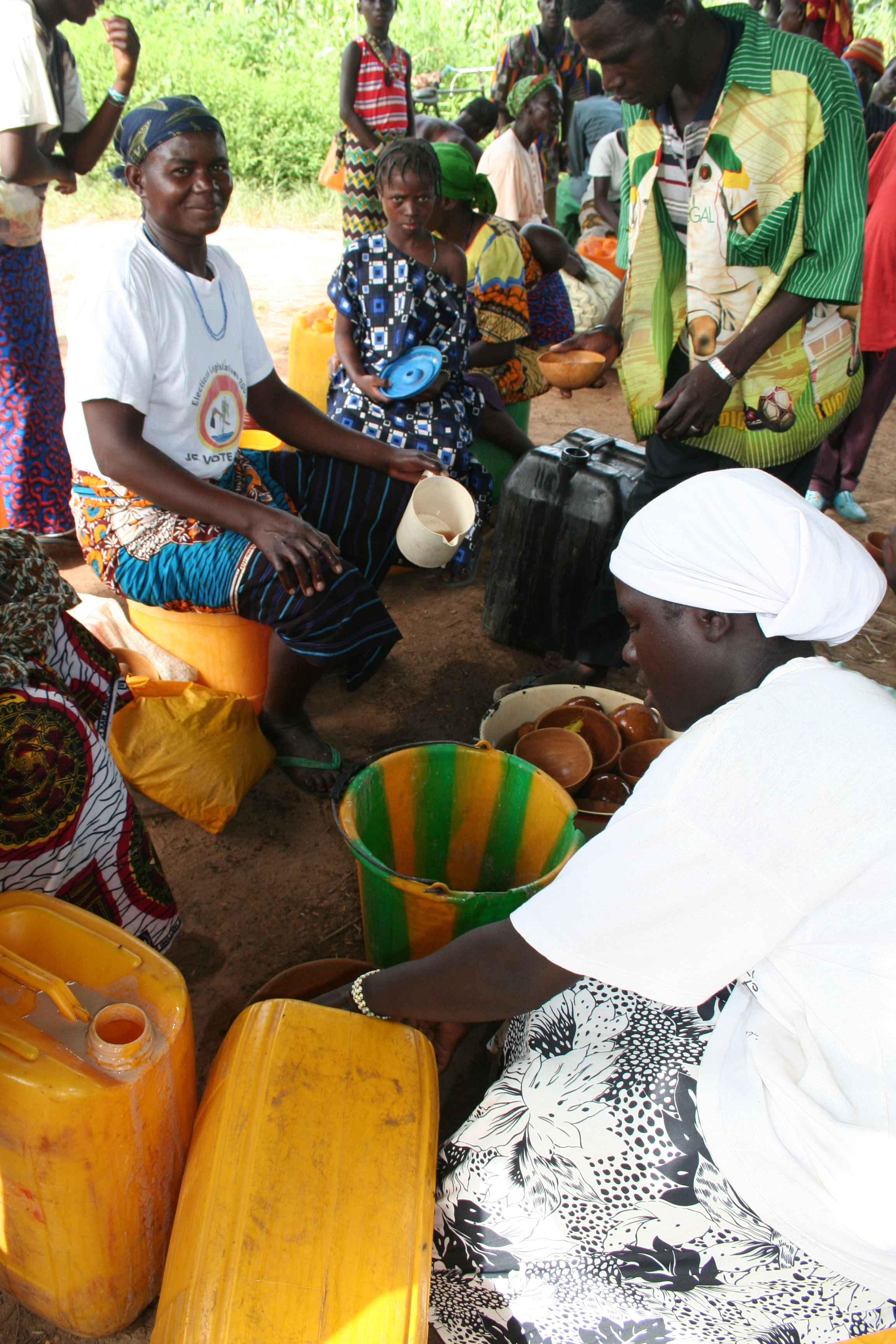
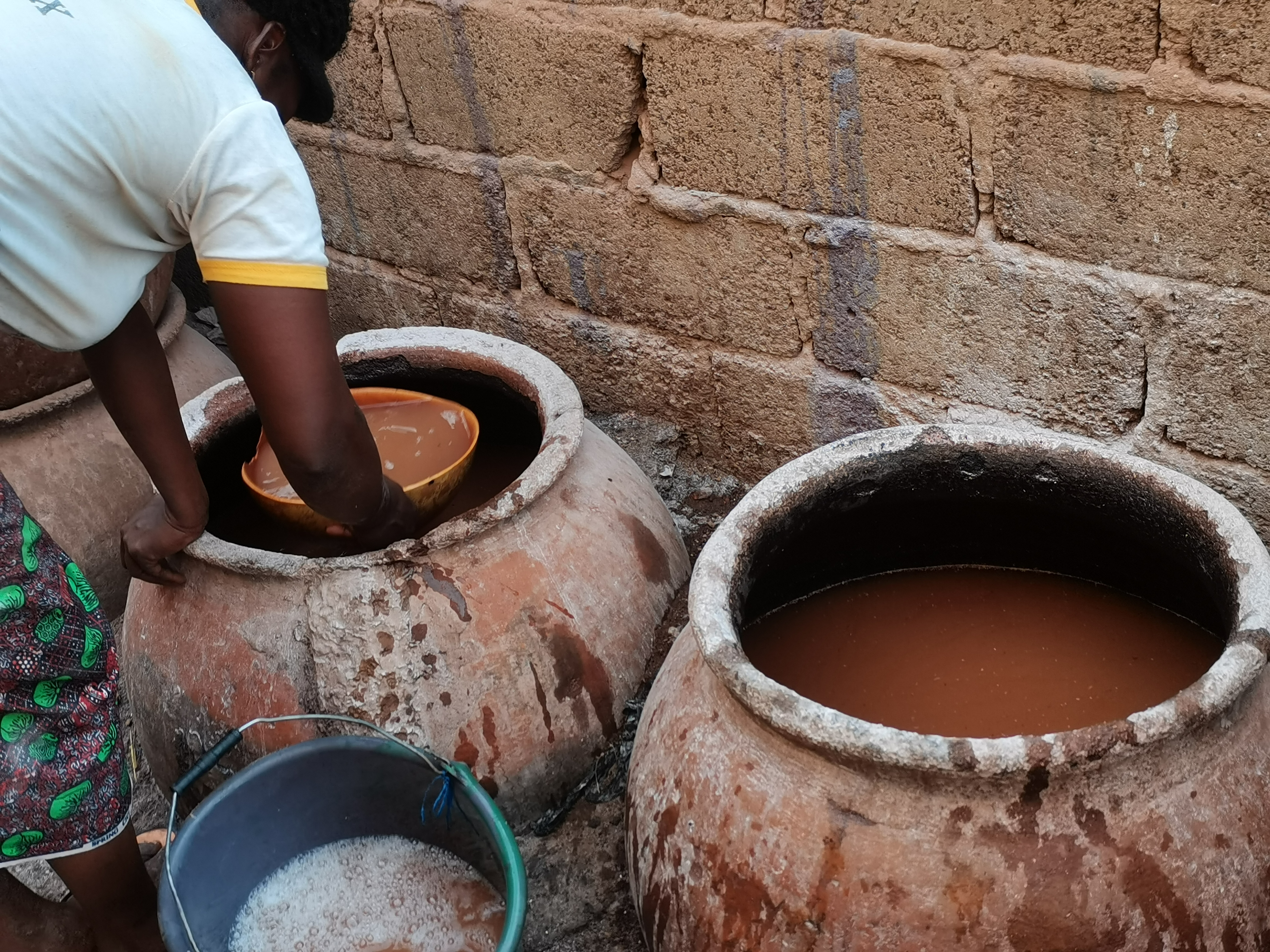
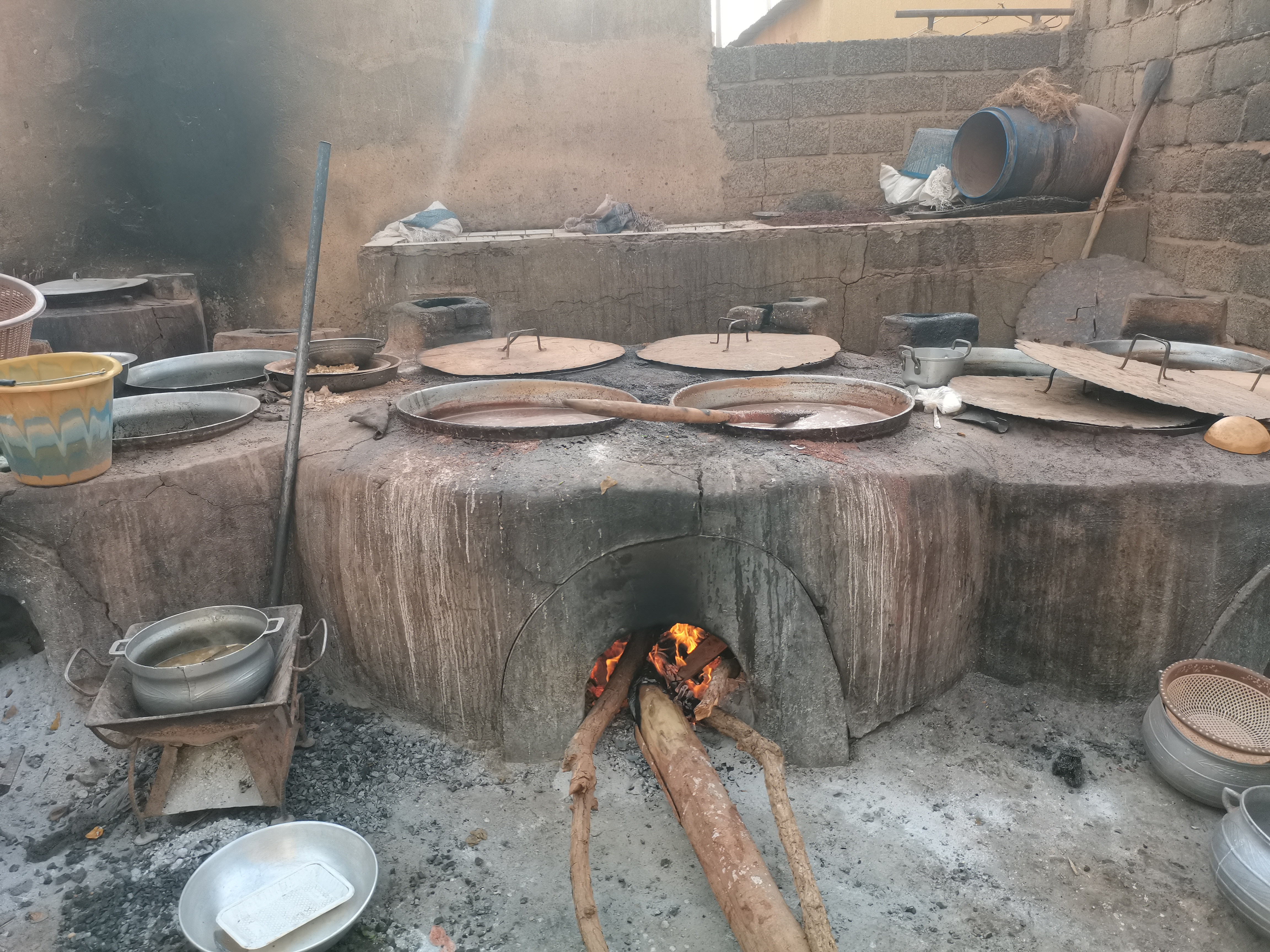
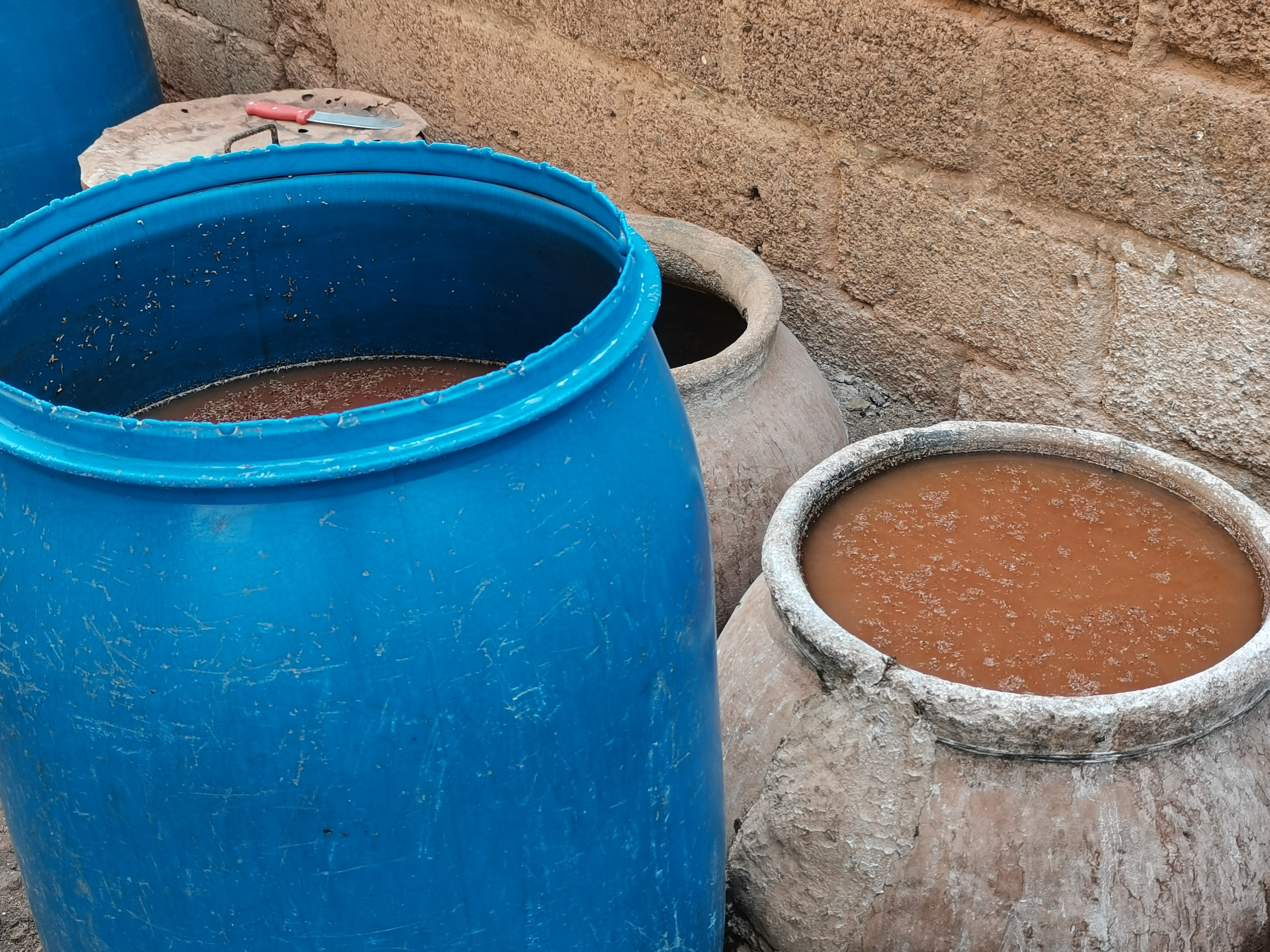

##### Tchapalo mossi
La bière de mil mossi est faite à base de sorgho rouge. Elle a une texture légère et un gout moins sucré que le dolo samo et dagara.

##### Tchapalo dagara
Le  dolo dagara se prépare pendant trois jours dont deux jours de cuisson en utilisant de la levure dagara. La levure dagara se lève en haut du récipient qui le contient tandis que chez d’autres elle se dépose au fond du récipient. Le dolo dagara est moins fort et à gout sucré par rapport au dolo mossi.  Pour préparer le dolo dagara, il faut réunir des éléments comme le bois, l’eau, une  substance gluante que les dagara nomment  « vouolo » . Cette substance provient d’une espèce de jujubier. Les Dagara privilégient  le sorgho rouge pour le dolo bien que parfois le  le sorgho blanc et même le maïs sont souvent mis à contribution.
La  première cuisson du dolo  commence dans tard dans la soirée, la deuxième cuisson débute aux aurores du deuxième jour. Cette étape dure toute la journée. Dans le processus de cuisson on obtient d’abord le premier jus appelé « daazu » qui veut dire la tête du dolo. C’est le jus de la farine à laquelle la pâte bouillie a été ajoutée et c’est de lui que dépend la qualité de la bière. Ensuite viendra  le « daazu-toulé », qui signifie le jus suivant de la tête du dolo. Il s’obtient en ajoutant de l’eau à la pâte séparée du premier jus. Le  premier jus  rempli deux jarres à cuisson, le second en rempli quatre. Enfin le troisième jus issu du deuxième mélange à l’eau. Au cours de cette deuxième journée de cuisson, il y a une long processus de  filtrage de la pâte, cuite la veille qui se dilue avec de l’eau  et la substance gluante. Ce dernier jus est nommé "zamacuon" qui donnera le "daacuor" après cuisson. Dans la soirée le dolo est réparti dans plusieurs jarres, cuvettes ou fûts pour faciliter le refroidissement. Quand la température ambiante est obtenue la dolotière ajoute de  la levure et le lendemain matin, le dolo est prêt à être consommé.
Le dolo prêt pour la consommation est conditionné pour la vente en bidon en plastique de 1, 5, 10 et parfois 20 litres ou dans des canaris vendus dans des cabarets appelés "gboulsiu".

### Utilisation
Le tchapalo est utilisé dans des rituels pratiqués en l'honneur des ancêtres, des génies et des esprits. Il sert à l'établissement de la communication entre le monde visible et le monde invisible. Il ne peut être consommé par les vivants qu'après avoir été offert aux habitants du monde spirituel.
Des effets bénéfiques du tchapalo pour la santé ont été annoncés : ce serait une boisson énergétique, diététique et nourrissante. Elle combattrait la constipation, les états fébriles et le paludisme. Les femmes sénoufos en boivent aussi durant la gestation, notamment le tchapalo épicé au piment. La consommation peut leur être imposée par la contrainte. Le tchapalo non fermenté est consommé par les femmes enceintes et les enfants. Les effets thérapeutiques n'ont pas été prouvés par des enquêtes cliniques (2010).

## Kaffir beer
La kafir beer ou bantu beer ou utshwala est une bière traditionnelle qui tire son nom des Cafres, une appellation péjorative des Noirs en Afrique du Sud au début du XXe siècle. Le terme kaffir désigne aussi une variété de mil, le sorgho (kaffir corn), alimentation de base de ces populations.
Cette bière fut produite au départ par les autochtones, mais les exploitants miniers s'en emparèrent avec un monopole afin de nourrir et payer les ouvriers noirs. À la suite d'émeutes face à l'interdiction de l’alcool pour les Noirs, ceux-ci se sont très vite réappropriés le breuvage, et il fut alors synonyme de boisson frelatée. Il fut ensuite produit industriellement par les Blancs.

### Recette
La fabrication du dolo, varie selon les régions et les ethnies. Voici un résumé simplifié du processus utilisant du sorgho rouge :
- Étape 1 : Germination

Tremper le sorgho rouge dans l’eau pendant 48 heures.
Transférer dans un canari sec pour 24 heures pour débuter la germination.
Enfermer le sorgho dans des sacs hermétiques pendant trois jours.
Sécher le sorgho germé au soleil puis le moudre.
- Étape 2 : Préparation de la pâte

Broyer des tiges de gombo dans l’eau et filtrer.
Mélanger le liquide filtré avec la farine de sorgho dans un canari et laisser reposer une heure.
Séparer l’eau gluante pour obtenir la pâte de sorgho.
- Étape 3 : Cuisson

Faire bouillir la pâte de sorgho.
Combiner la pâte bouillie avec l’eau gluante.
Laisser reposer 24 heures puis bouillir à nouveau.
Filtrer et bouillir le liquide final, puis le laisser refroidir pour obtenir le “dolo miel”.

Pour obtenir du dolo alcoolisé, ajouter de la levure au dolo miel à minuit. Le dolo est prêt à être consommé dès 5 heures du matin,.